# 斯特凡·雷恩
斯特凡·雷恩（瑞典語：Stefan Rehn，1966年9月22日—），瑞典男子足球运动员，场上位置是中场。他曾代表瑞典国家队参加1994年国际足联世界杯，获得季军。他也曾参加1988年夏季奥林匹克运动会。